# Starksia grammilaga
Starksia grammilaga är en fiskart som beskrevs av Richard H. Rosenblatt och Taylor, 1971. Starksia grammilaga ingår i släktet Starksia och familjen Labrisomidae. IUCN kategoriserar arten globalt som livskraftig. Inga underarter finns listade i Catalogue of Life.